# مقابلة مع حضرة أميرة ويلز المبجلة
مقابلة مع حضرة أميرة ويلز المبجلة، في إحدى حلقات سلسلة وثائقية لهيئة الإذاعة البريطانية، وبثت علي بي بي سي1 في 20 تشرين الثاني عام 1995. ظهرت الأميرة ( ديانا ) في البرنامج، كانت مدته 54 دقيقة، مع الصحفي ومقدم البرنامج مارتن بشير، الذي سأل عن علاقتها مع زوجها تشارلز أمير ويلز وعن سبب انفصالهم. شاهد البرنامج نحو 23 مليون شخص في المملكة المتحدة، أي حوالي 39،3% من سكان المملكة. في ذاك الوقت وصفت بي بي سي المقابلة بأنها سبق الجيل.
اعتذر المدير العام لهيئة الإذاعة البريطانية تيم ديفيد من إيرل سبنسر شقيق الأميرة في عام 2020، لأن بشير كان قد استخدم كشوفات مصرفية مزورة لكسب ثقة الأميرة وضمان المقابلة. أجرى القاضي السابق في المحكمة العليا اللورد دايسون تحقيقا مستقبليا في القضية . وجد تحقيق دايسون بشير مذنبا بالخداع وخرق السلوك التحريري لهيئة الإذاعة البريطانية للحصول على المقابلة.

## خلفية
أجريت المقابلة في غرفة جلوس الأميرة في القصر الملكي ( قصر كنسينغتون) في 5 تشرين الثاني عام 1995، التي أصبحت فيما بعد ساحة لعب الأمراء ويليام وهاري.
نقلت الكاميرا ومعدات التصوير بحجة تركيب نظام هاي فاي جديد (أداة لإعادة إرسال الصوت المستقبل بأمانة بالغة) إضافة إلى حضور كل من منتج البرنامج مايك روبنسون والمصور توني بول لضمان سرية المقابلة.
وضعت النسخة النهائية للشريط (بعد التعديلات) تحت مراقبة دائمة مع وجود حراس الأمن في أثناء تحريره. في الأسابيع التي تلث تسجيل المقابلة، شاهد كل من ريتشارد جيمس اير، مراقب السياسية التحريرية في بي بي سي وتيم غاردام، رئيس البرامج التلفزيون الأسبوعية للشؤون الجارية وستيف هيوليت محرر البرنامج في فندق جراند في إيستبورن. أبقى المدراء التنفيذيين في البرنامج وجون بيرت المدير العام في بي بي سي، مجلس المحافظين غيرعالمين بالمقابلة عمدا لأن مارمادوك هاسي، رئيس المحافظين كان متزوجا من السيدة سوزان هاسي وهي إحدى المقربين من الملكة إليزابيت الثانية ومرافقتها .
خشيتا أن تفقد المقابلة مصداقيتها قبل بثها أو ألا تبث أبدا إذا علم هوسي  عن المقابلة. كذلك لم يعلم  جيم موير، مسؤول الاتصالات الرسمي بين بي بي سي والعائلة المالكة بالمقابلة. نصح المخرج السينمائي ديفيد بوتنام الأميرة بعدم إجراء المقابلة، وأضاف لاحقا بأنه لن يغفر جون بيرت أبدا لعدم شرحه للأميرة الآثار المترتبة عن اللقاء وكذلك عدم إخباره (مارمادوك) هوسي.
قدمت الملكة الأم الملكة إليزابيت موعد إجراء عملية جراحية في وركها إلى أسبوع بث اللقاء مع توقع احتمالية وفاتها وبذلك تحظى مقابلة الأميرة بتغطية أقل. المثير للسخرية، أن بعض تعليقات الأميرة الساخرة عن الملكة قد أزيلت من المقطع النهائي.

## محتوى

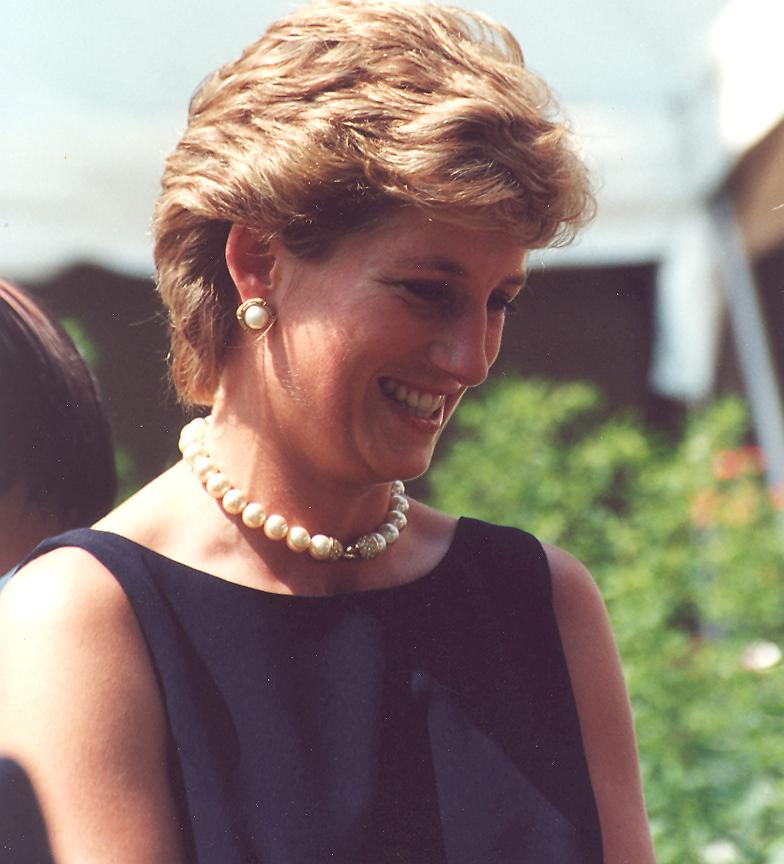
صورة لحضرة الأميرة ويلز المبجلة

تحدثت الأميرة ديانا عن توقعاتها المبكرة لزواجها من الأمير تشارلز وكيف « أنها أرادت بشدة ان ينجح »، على ضوء طلاق والديها . أدى الحضور المستمر لوسائل الإعلام وتركيزهم عليها إلى الشعور بأنها« موضوع جيد على الرف، والناس يجنون منك الكثير من المال » كان تأثير الرحلة الأولى إلى أستراليا ونيوزيلندا في عام 1983 بأنها جعلتها «شخصا مختلفا، تخلصت من الإحساس بالواجب والدور الصعب الذي وجدت نفسي به الآن » .
لم تكن مرتاحة لكونها محط الأنظار، رغم وجود زوجها، ووجدت تقاربا مع الأشخاص الذين رفضهم المجتمع .